# برنار جوليا
برنار جوليا (بالفرنسية: Bernard Julia)‏ (و. 1952 – م) هو فيزيائي من فرنسا .

## جوائز
حصل على جوائز منها:
- Gay-Lussac-Humboldt-Prize (1994)
- Paul Langevin Award (1986).